# HWA AG
HWA AG es una empresa alemana que se encarga de desarrollar componentes y vehículos para Mercedes-AMG. Actualmente, posee un equipo de competición, llamado HWA Team, que ha participado en DTM, Fórmula 3, Fórmula E y en carreras de GT, tales como las 24 Horas de Nürburgring.

## Historia
En 1967, el fundador de HWA Hans Werner Aufrecht junto con Erhard Melcher fundaron AMG. Sin embargo, en el año 1998 vendieron la empresa a Mercedes-Benz menos la división de carreras y la de construcción de componentes las cuales fueron transferidas a HWA, dando origen a la misma.
La empresa está nombrada tras las iniciales de su fundador Hans Werner Aufrecht.

## Competición
Desde la primera temporada del actual DTM, en 2000, esta empresa ha participado en el campeonato con vehículos de Mercedes, donde 8 veces algún piloto del este equipo ha sido campeón. Ellos fueron Bernd Schneider, Paul di Resta, Marco Wittmann y Gary Paffett. También aportaron puntos en todas las temporadas para que Mercedes se quede 8 veces con el campeonato de constructores.
Corrió la temporada 2018-19 de Fórmula E en asociación con Venturi, preparando la entrada del equipo oficial Mercedes. Contrató al recién campeón de DTM, Gary Paffett, y al expiloto de McLaren en Fórmula 1, Stoffel Vandoorne. Junto al belga lograron una pole y un podio.
En 2019, el equipo fue uno de los 10 que ingresaron al nuevo Campeonato de Fórmula 3 de la FIA. En el año siguiente ingresará al de Fórmula 2.

## Categorías anteriores

### Fórmula E
(Clave) (negrita indica pole position) (cursiva indica vuelta rápida)

| Temp.   | Chasis              | Neu. | N.º | Pilotos           | 1   | 2   | 3   | 4   | 5   | 6   | 7   | 8   | 9   | 10  | 11  | 12  | 13  | Puntos | Pos. | Ref.   |
| ------- | ------------------- | ---- | --- | ----------------- | --- | --- | --- | --- | --- | --- | --- | --- | --- | --- | --- | --- | --- | ------ | ---- | ------ |
| 2018-19 | Spark-Venturi VFE05 | M    |     |                   | ALD | MAR | SAN | MEX | HKG | SNY | ROM | PAR | MON | BER | BRN | NYC | NYC | 44     | 9.º  | [ 13 ] |
| 2018-19 | Spark-Venturi VFE05 | M    | 5   | Stoffel Vandoorne | 16  | Ret | Ret | 18  | Ret | Ret | 3   | Ret | 9   | 5   | 10  | 13  | 8   | 44     | 9.º  | [ 13 ] |
| 2018-19 | Spark-Venturi VFE05 | M    | 17  | Gary Paffett      | Ret | Ret | 14  | 16  | 8   | Ret | Ret | 8   | 12  | 16  | 17  | 11  | 10  | 44     | 9.º  | [ 13 ] |

### Campeonato de Fórmula 2 de la FIA
| Temporada | Monoplaza       | Motor               | Neumáticos | Piloto          | Carreras | Victorias | Poles | VR | Podios | Puntos | Pos. | Pos. | Puntos |
| --------- | --------------- | ------------------- | ---------- | --------------- | -------- | --------- | ----- | -- | ------ | ------ | ---- | ---- | ------ |
| 2020      | Dallara F2 2018 | Mecachrome V6 Turbo | P          | Giuliano Alesi  | 18       | 0         | 0     | 1  | 0      | 12     | 17.º | 10.º | 13     |
| 2020      | Dallara F2 2018 | Mecachrome V6 Turbo | P          | Artem Markelov  | 23       | 0         | 0     | 0  | 0      | 5      | 18.º | 10.º | 13     |
| 2020      | Dallara F2 2018 | Mecachrome V6 Turbo | P          | Jake Hughes     | 2        | 0         | 0     | 0  | 0      | 0      | 23.º | 10.º | 13     |
| 2020      | Dallara F2 2018 | Mecachrome V6 Turbo | P          | Théo Pourchaire | 4        | 0         | 0     | 0  | 0      | 0      | 26.º | 10.º | 13     |
| 2021      | Dallara F2 2018 | Mecachrome V6 Turbo | P          | Jake Hughes     | 8        | 0         | 0     | 0  | 0      | 8      | 18.º | 11.º | 9      |
| 2021      | Dallara F2 2018 | Mecachrome V6 Turbo | P          | Matteo Nannini  | 3        | 0         | 0     | 0  | 0      | 1      | 22.º | 11.º | 9      |
| 2021      | Dallara F2 2018 | Mecachrome V6 Turbo | P          | Jack Aitken     | 9        | 0         | 0     | 0  | 0      | 0      | 23.º | 11.º | 9      |
| 2021      | Dallara F2 2018 | Mecachrome V6 Turbo | P          | Alessio Deledda | 23       | 0         | 0     | 0  | 0      | 0      | 25.º | 11.º | 9      |
| 2021      | Dallara F2 2018 | Mecachrome V6 Turbo | P          | Logan Sargeant  | 3        | 0         | 0     | 0  | 0      | 0      | 29.º | 11.º | 9      |

#### En detalle
(Clave) (negrita indica pole position) (cursiva indica vuelta rápida puntuable)

| Año  | Chasis                              | Neu. | N.º | Pilotos         | 1    | 1    | 2    | 2    | 3   | 3   | 4    | 4    | 5    | 5    | 6   | 6   | 7   | 7   | 8   | 8   | 9   | 9   | 10  | 10  | 11   | 11   | 12   | 12   | Puntos | Pos. | Ref.   |
| ---- | ----------------------------------- | ---- | --- | --------------- | ---- | ---- | ---- | ---- | --- | --- | ---- | ---- | ---- | ---- | --- | --- | --- | --- | --- | --- | --- | --- | --- | --- | ---- | ---- | ---- | ---- | ------ | ---- | ------ |
| 2020 | Dallara F2 2018 Mecachrome V6 Turbo | P    |     |                 | SPI1 | SPI1 | SPI2 | SPI2 | BUD | BUD | SIL1 | SIL1 | SIL2 | SIL2 | BAR | BAR | SPA | SPA | MNZ | MNZ | MUG | MUG | SOC | SOC | SAK1 | SAK1 | SAK2 | SAK2 | 13     | 10.º | [ 14 ] |
| 2020 | Dallara F2 2018 Mecachrome V6 Turbo | P    | 16  | Artem Markelov  | Ret  | 18   | DNS  | 16   | Ret | 14  | 18   | 11   | 19   | 11   | 12  | 16  | 16  | 8   | 17  | 16  | 8   | 20  | 15  | 12  | 22   | 10   | 13   | 20   | 13     | 10.º | [ 14 ] |
| 2020 | Dallara F2 2018 Mecachrome V6 Turbo | P    | 17  | Giuliano Alesi  | 6    | Ret  | 21   | 15   | 11  | 10  | 19   | 18   | 16   | 20   | Ret | 19  | 18  | 14  | 18  | 12  | Ret | Ret | 12  | Ret | 18   | Ret  | 18   | 21   | 13     | 10.º | [ 14 ] |
| 2021 | Dallara F2 2018 Mecachrome V6 Turbo | P    |     |                 | 1    | 1    | 1    | 2    | 2   | 2   | 3    | 3    | 3    | 4    | 4   | 4   | 5   | 5   | 5   | 6   | 6   | 6   | 7   | 7   | 7    | 8    | 8    | 8    | 35     | 9.º  | [ 15 ] |
| 2021 | Dallara F2 2018 Mecachrome V6 Turbo | P    |     | SAK             | SAK  | SAK  | MON  | MON  | MON | BAK | BAK  | BAK  | SIL  | SIL  | SIL | MNZ | MNZ | MNZ | SOC | SOC | SOC | YED | YED | YED | YMC  | YMC  | YMC  |      | 35     | 9.º  | [ 15 ] |
| 2021 | Dallara F2 2018 Mecachrome V6 Turbo | P    | 22  | Matteo Nannini  | 14   | 9    | 10   |      |     |     |      |      |      |      |     |     |     |     |     |     |     |     |     |     |      |      |      |      | 35     | 9.º  | [ 15 ] |
| 2021 | Dallara F2 2018 Mecachrome V6 Turbo | P    | 22  | Jack Aitken     |      |      |      | 16   | 9   | 18  | Ret  | 12   | 11   | 17   | 18  | 17  |     |     |     |     |     |     |     |     |      |      |      |      | 35     | 9.º  | [ 15 ] |
| 2021 | Dallara F2 2018 Mecachrome V6 Turbo | P    | 22  | Jake Hughes     |      |      |      |      |     |     |      |      |      |      |     |     | 12  | Ret | 13  | 4   | C   | 18  |     |     |      | Ret  | 13   | Ret  | 35     | 9.º  | [ 15 ] |
| 2021 | Dallara F2 2018 Mecachrome V6 Turbo | P    | 22  | Logan Sargeant  |      |      |      |      |     |     |      |      |      |      |     |     |     |     |     |     |     |     | 16  | Ret | 14   |      |      |      | 35     | 9.º  | [ 15 ] |
| 2021 | Dallara F2 2018 Mecachrome V6 Turbo | P    | 23  | Alessio Deledda | 18   | Ret  | Ret  | 18   | 12  | 16  | Ret  | 15   | 19   | Ret  | Ret | 22  | 13  | 19  | Ret | 18  | C   | 17  | Ret | Ret | 20   | 18   | Ret  | 19   | 35     | 9.º  | [ 15 ] |

### Campeonato de Fórmula 3 de la FIA
| Temporada | Monoplaza       | Motor                 | Neumáticos | Piloto            | Carreras | Victorias | Poles | VR | Podios | Puntos | Pos. | Pos. | Puntos |
| --------- | --------------- | --------------------- | ---------- | ----------------- | -------- | --------- | ----- | -- | ------ | ------ | ---- | ---- | ------ |
| 2019      | Dallara F3 2019 | Mecachrome V634 3.4 L | P          | Jake Hughes       | 16       | 1         | 1     | 1  | 4      | 90     | 7.º  | 5.º  | 100    |
| 2019      | Dallara F3 2019 | Mecachrome V634 3.4 L | P          | Bent Viscaal      | 16       | 0         | 0     | 0  | 0      | 10     | 15.º | 5.º  | 100    |
| 2019      | Dallara F3 2019 | Mecachrome V634 3.4 L | P          | Keyvan Andres     | 15       | 0         | 0     | 0  | 0      | 0      | 28.º | 5.º  | 100    |
| 2020      | Dallara F3 2019 | Mecachrome V634 3.4 L | P          | Jake Hughes       | 18       | 2         | 0     | 3  | 4      | 111.5  | 7.º  | 5.º  | 138.5  |
| 2020      | Dallara F3 2019 | Mecachrome V634 3.4 L | P          | Enzo Fittipaldi   | 18       | 0         | 0     | 0  | 0      | 27     | 15.º | 5.º  | 138.5  |
| 2020      | Dallara F3 2019 | Mecachrome V634 3.4 L | P          | Jack Doohan       | 18       | 0         | 0     | 0  | 0      | 0      | 26.º | 5.º  | 138.5  |
| 2021      | Dallara F3 2019 | Mecachrome V634 3.4 L | P          | Matteo Nannini    | 20       | 1         | 0     | 1  | 2      | 44     | 14.º | 7.º  | 44     |
| 2021      | Dallara F3 2019 | Mecachrome V634 3.4 L | P          | Oliver Rasmussen  | 20       | 0         | 0     | 0  | 0      | 0      | 25.º | 7.º  | 44     |
| 2021      | Dallara F3 2019 | Mecachrome V634 3.4 L | P          | Rafael Villagómez | 20       | 0         | 0     | 0  | 0      | 0      | 29.º | 7.º  | 44     |

#### En detalle
(Clave) (negrita indica pole position) (cursiva indica vuelta rápida puntuable)

| Año  | Chasis                                | Neu. | N.º | Pilotos         | 1    | 1    | 2    | 2    | 3   | 3   | 4    | 4    | 5    | 5    | 6   | 6   | 7   | 7   | 8   | 8   | 9   | 9   | Puntos | Pos. | Ref.   |
| ---- | ------------------------------------- | ---- | --- | --------------- | ---- | ---- | ---- | ---- | --- | --- | ---- | ---- | ---- | ---- | --- | --- | --- | --- | --- | --- | --- | --- | ------ | ---- | ------ |
| 2019 | Dallara F3 2019 Mecachrome V634 3.4 L | P    |     |                 | BAR  | BAR  | LEC  | LEC  | SPI | SPI | SIL  | SIL  | BUD  | BUD  | SPA | SPA | MNZ | MNZ | SOC | SOC |     |     | 100    | 5.º  | [ 16 ] |
| 2019 | Dallara F3 2019 Mecachrome V634 3.4 L | P    | 10  | Bent Viscaal    | 13   | 13   | 5    | 20   | 13  | Ret | 22   | 20   | 19   | 10   | 20  | 14  | 17  | 27† | Ret | 14  |     |     | 100    | 5.º  | [ 16 ] |
| 2019 | Dallara F3 2019 Mecachrome V634 3.4 L | P    | 11  | Jake Hughes     | 17   | Ret  | Ret  | 7    | 7   | 1   | 9    | Ret  | 3    | 3    | 21  | Ret | 6   | 3   | 7   | 4   |     |     | 100    | 5.º  | [ 16 ] |
| 2019 | Dallara F3 2019 Mecachrome V634 3.4 L | P    | 12  | Keyvan Andres   | 28   | 18   | DNS  | 19   | 27  | 13  | 21   | 26   | 23   | 14   | 14  | 16  | 19  | 22  | 19  | 24† |     |     | 100    | 5.º  | [ 16 ] |
| 2020 | Dallara F3 2019 Mecachrome V634 3.4 L | P    |     |                 | SPI1 | SPI1 | SPI2 | SPI2 | BUD | BUD | SIL1 | SIL1 | SIL2 | SIL2 | BAR | BAR | SPA | SPA | MNZ | MNZ | MUG | MUG | 2.5    | 8.º  | [ 17 ] |
| 2020 | Dallara F3 2019 Mecachrome V634 3.4 L | P    | 14  | Enzo Fittipaldi | 18   | 9    | 15   | 13   | 19  | 9   | 18   | 19   | 17   | 17   | 13  | 8   | 26  | 12  | 9   | 19  | 5   | 4   | 2.5    | 8.º  | [ 17 ] |
| 2020 | Dallara F3 2019 Mecachrome V634 3.4 L | P    | 15  | Jake Hughes     | 28   | 12   | 10   | Ret  | 24  | 19  | 4    | 10   | 2    | 7    | 1   | 10  | Ret | 17  | 5   | 1   | 2   | 6   | 2.5    | 8.º  | [ 17 ] |
| 2020 | Dallara F3 2019 Mecachrome V634 3.4 L | P    | 16  | Jack Doohan     | 14   | Ret  | 22   | 19   | Ret | 25  | Ret  | 27   | 26   | 21   | 14  | 15  | 12  | Ret | 17  | 21  | 13  | 11  | 2.5    | 8.º  | [ 17 ] |

## Línea de tiempo
| Categorías anteriores             | Categorías anteriores |
| --------------------------------- | --------------------- |
| Deutsche Tourenwagen Masters      | 2000–2019             |
| Campeonato de Fórmula 2 de la FIA | 2020-2021             |
| Campeonato de Fórmula 3 de la FIA | 2019-2021             |
| Fórmula E                         | 2018–2019             |

### Citas
1. ↑  «Markelov signs with F2 newcomers HWA RACELAB». Fórmula 2 (en inglés). Formula Motorsport Limited. 22 de noviembre de 2019. Archivado desde el original el 27 de noviembre de 2019. Consultado el 27 de enero de 2020.
2. ↑  «Alesi completes HWA line-up for 2020». Fórmula 2 (en inglés). Formula Motorsport Limited. 28 de noviembre de 2019. Archivado desde el original el 28 de noviembre de 2019. Consultado el 27 de enero de 2020.
3. 1 2 3  «HWA RACELAB announce Doohan, Fittipaldi and Hughes for 2020». Fórmula 3 (en inglés). Formula Motorsport Limited. 8 de enero de 2020. Archivado desde el original el 11 de enero de 2020. Consultado el 27 de enero de 2020.
4. ↑  «HWA RACELAB join Formula 2 roster for 2020». Fórmula 2 (en inglés). Formula Motorsport Limited. 16 de octubre de 2019. Archivado desde el original el 16 de octubre de 2019. Consultado el 27 de enero de 2020.
5. ↑  «Motorsports». www.hwaag.com (en inglés británico). Archivado desde el original el 16 de julio de 2018. Consultado el 20 de julio de 2018.
6. ↑  Murias, Daniel (7 de agosto de 2017). «Esta es la historia de superación y creación de AMG, hace ya 50 años». Consultado el 20 de julio de 2018.
7. ↑  «DTM». Motor Sport Magazine (en inglés). 4 de julio de 2017. Consultado el 17 de diciembre de 2018.
8. ↑  «Motorsports». www.hwaag.com. Archivado desde el original el 18 de agosto de 2018. Consultado el 17 de diciembre de 2018.
9. ↑  «Venturi se une a HWA para la nueva temporada de Fórmula E». Consultado el 20 de julio de 2018.
10. ↑  «OFICIAL: Vandoorne se pasa a la Fórmula E con HWA». SoyMotor.com. Consultado el 17 de diciembre de 2018.
11. ↑  «HWA leads 10 team entry list for 2019 F3». www.motorsport.com (en inglés). Consultado el 17 de diciembre de 2018.
12. ↑  «HWA toma el lugar de Arden en la Fórmula 2». lat.motorsport.com. Consultado el 17 de octubre de 2019.
13. ↑  «2018/19 ABB FIA Formula E Championship». Motor Sport Magazine (en inglés). 17 de diciembre de 2018. Archivado desde el original el 17 de diciembre de 2018. Consultado el 17 de diciembre de 2018.
14. ↑  «Team Standings 2020». Fórmula 2 (en inglés). FIA Formula 2 Championship Limited. Consultado el 14 de julio de 2020.
15. ↑  «Team Standings 2021». Fórmula 2 (en inglés). FIA Formula 2 Championship Limited. Consultado el 16 de agosto de 2021.
16. ↑  «Team Standings - FIA Formula 3 2019». Fórmula 3 (en inglés). Formula Motorsport Limited. Archivado desde el original el 29 de septiembre de 2019. Consultado el 29 de septiembre de 2019.
17. ↑  «Team Standings 2020». Fórmula 3 (en inglés). FIA Formula 3 Championship Limited. Consultado el 14 de julio de 2020.